# Karl Johann Stilp
Johann Karl Stilp, né à Waldsassen le 4 novembre 1668 et mort à Egra en 1735 est un sculpteur bavarois.
Stilp était le fils du charpentier Ferdinand Jacob Stilp. Ses talents artistiques se révèlent très tôt. Après sa formation en menuiserie auprès de son père, il participe à la construction du monastère de Waldsassen où il commence rapidement une carrière indépendante.
Aujourd'hui encore, Stilp est connu grâce à son opus magnum, les sculptures plus grandes que nature dans la salle de la bibliothèque de Waldsassen.

## Œuvres

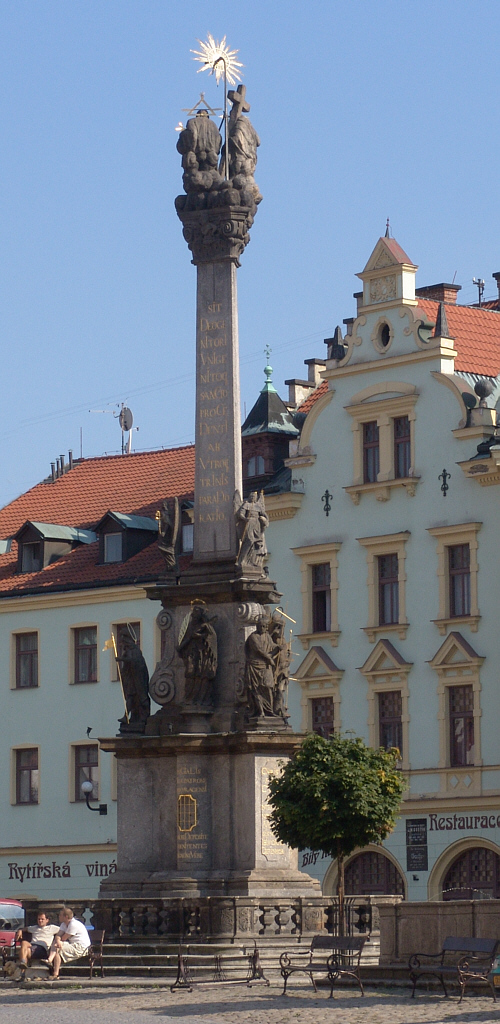
Colonne de la Sainte Trinité à Elbogen d'après les plans de Stilp

- Autel du tabernacle dans la basilique abbatiale de Waldsassen (de) (1690)
- Statues de l'autel de la Vierge dans la basilique de Waldsassen (1701)
- Autel principal et autels latéraux dans l'église de Nová Ves (1708)
- Gargouilles sur les conduites de la fontaine de Stift Tepl (1713)
- Dessin du pavement de l'église des Stift Tepl (1715)
- Création d'un modèle pour la colonne de la Sainte Trinité à Elbogen (1716)
- Autel Arkanthus à l'église paroissiale de Leonberg (1723)
- Bibliothèque abbatiale de Waldsassen (1724)
- Grand autel et autels latéraux de l'église de Kreuzberg Wiesau (1726)
- Autel de la Grâce dans le sanctuaire Maria Kulm (1730)
- Maître-autel de l'église Bohemian Wiesenthal (1735)

## Sources
- (de) Cet article est partiellement ou en totalité issu de l’article de Wikipédia en allemand intitulé « Karl Stilp » (voir la liste des auteurs).
- Maria Leonia Lorenz, Das Geheimnis des Bibliothekssaales zu Waldsassen. Ein Versuch der Erklärung, Habbel, Regensburg, 1927 Digitalisat (PDF, 1,48 MB).
- Wolf-Dieter Hamperl, « Werke des Bildhauers Johann Carl Stilp », dans Oberpfälzer Heimat, no 30, 1986, p. 7-22.